# Иван Јокић
Иван Јокић (Дицмо Сињ, 3. фебруар 1945 — Задар 26. јул 2018) бивши је југословенски атлетичар државни репрезентативац и тренер.
На почетку каријере био је члан сплитскогт АСК-а од 1963—1966. и АК Партизан из Београда од 1967. године до краја такмичарске каријере. Дрес репрезентације Југославије носио је 22 пута. Трчао је на 1.500 м и 3.000 м са препрекама. Учествовао је на Европским играма у дворани 1969. у Београду где се такмичио на 1.500 метара, љ 1970. био је првак Шведске у кросу. 
Од 1978. до 1994. радио је као професионаљлни тренер у АК Задар. Васпитао је већи број државних рекордера и првака Србије и Југославије, од којих се посебно истичу Борислав Девић, Слободан Црнокрак, Слободан Мијоловић и Корнелија Матешић Сикирић. У више наврата био је тренер атлетске репрезентације Југославије и Хрватске.
И данас (2019). власник је 3 рекорда у АК Партизан:
- 3.000 м — 7:57,0 29. мај 1973. Лидинге
- 5.000 м — 13:33,78, 25. јул 1973. Стокхолм,
- 4 х 800 м — Иштван Ивановић, Млошевић, Јоже Међимурец и Иван Јокић 7:36,9 24. септембар 1967. Београд